# 세케레시 죄르지
세케레시 죄르지(헝가리어: Szekeres György, 영어: George Szekeres, 1911년 5월 29일~2005년 8월 28일)는 호주의 수학자이다.

## 초기
세케레시는 헝가리 부다페스트에서 태어났으며 부다페스트 공과 대학에서 화학 학위를 받았고, 부다페스트에서 분석 화학자로 6년 동안 일했다. 1937년 클레인 에스테르(헝가리어: Klein Eszter)와 결혼하였다. 유태인 이었던 가족은 나치의 박해를 피해 탈출해야 했기 때문에 세케레시는 중국 상하이에서 일자리를 얻었다. 그곳에서 그들은 제2차 세계 대전, 일본의 점령, 공산주의 혁명의 시작을 겪었다. 그의 아들 Peter는 상하이에서 태어났다.

## 경력
1948년에 그는 호주 애들레이드 대학교에서 자리를 제의받았고 수락하였다. 그는 온갖 어려움을 겪은 후 수학자로서 번창하기 시작했다. 몇 년 후 그의 딸 Judy가 태어났다. 1963년에 가족은 시드니로 이사했고 세케레시는 뉴사우스웨일스 대학교에서 근무했으며 1975년 은퇴할 때까지 그곳에서 가르쳤다. 그는 또한 자신이 가르쳤던 대학에서 운영하는 중등 학교 수학 올림피아드와 시드니 대학교 수학 협회에서 운영하는 연간 학부 대회를 위한 문제를 고안하였다.
세케레시는 에르되시 팔, 세케레시 에스테르 (결혼 전 이름 클레인 에스테르), 투란 팔, 볼로바시 벨러, 로널드 그레이엄, 알프 판데르포르턴(Alf van der Poorten), 미클로스 러츠코비치(Miklós Laczkovich) 및 존 코츠(John Coates)를 포함하여 평생 동안 많은 저명한 수학자들과 긴밀히 협력하였다.

## 명예
- 1968년에 호주 과학 아카데미로부터 Thomas Ranken Lyle 메달 을 수상하였다.
- 2001년 5월, 뉴사우스웨일스 대학교에서 그의 90번째 생일을 기념하는 축제가 열렸다.
- 2001년 1월 그는 "순수 수학에서 호주 사회와 과학에 대한 봉사"로 호주 100주년 메달을 수상하였다.[2]
- 2001년에 호주 수학 협회는 그를 기리기 위해 세케레시 죄르지 메달을 만들었다.
- 2002년 6월에 그는 '수학과 과학에 대한 봉사, 특히 뉴사우스웨일스 대학교 수학 경시 대회와 호주 수학 올림피아드 팀을 지원 및 개발하는 교육과 연구'에 기여한 공로로 오스트레일리아 훈장의 회원(AM)이 되었다.[3]

## 개인 생활
해피 엔딩 문제는 수학이 죄르지의 삶에 어떻게 스며들었는지 보여주는 예시이다. 1933년 동안 죄르지와 다른 몇몇 학생들은 수학에 대해 토론하기 위해 부다페스트에서 자주 만났다. 이러한 회의 중 하나에서 클레인 에스테르는 다음 문제를 제안하였다.
평면에 있는 5개의 점이 일반 위치에 있을 때, 그 중 4개가 볼록한 사변형을 형성함을 증명하여라.
죄르지, 에르되시 팔 및 다른 학생들이 잠시 동안 고민할 수 있도록 한 후 에스테르는 자신의 증명을 설명했다. 그 후 1935년 죄르지와 팔은 이 결과를 일반화하는 논문을 작성하였다. 이는 조합 기하학 분야의 기초 작업 중 하나로 간주된다. 문제를 해결한 죄르지와 에스테르가 결혼하였기 때문에, 1937년 에르되시는 이 문제에 "해피 엔딩 문제"라는 이름을 붙였다.
죄르지와 에스테르는 2005년 8월 28일 남호주 애들레이드에서 사망하였다.

## 같이 보기
- 강력수
- 세케레시 스나크(영어판)
- 일반화 연분수(영어판)
- 크루스칼-세케레시 좌표계(영어판)
- 세케레시-윌프 수(영어판)
- 슈뢰더 방정식
- 에르되시-세케레시 정리

## 노트
1. 1 2  Obituary, The Sydney Morning Herald
2. ↑  “Centenary Medal”. 《It's an Honour》. Canberra: Honours and Awards Branch, Department of Prime Minister and Cabinet. 2001년 1월 1일. 2020년 2월 29일에 원본 문서에서 보존된 문서. 2010년 6월 20일에 확인함.
3. ↑  “Member of the Order of Australia”. 《It's an Honour》. Canberra: Honours and Awards Branch, Department of Prime Minister and Cabinet. 2002년 6월 10일. 2020년 2월 29일에 원본 문서에서 보존된 문서. 2010년 6월 20일에 확인함.
4. ↑  “Ivars Peterson's MathTrek -Planes of Budapest”. 2001년 1월 21일에 원본 문서에서 보존된 문서.

## 참고 문헌
- Giles, JR, Wallis, JS, "George Szekeres. 애정과 존경심으로", Journal of the Australian Mathematical Society, Series A, Vol 21 (1976), No 4, pp. 385–392.
- Cowling, M., "Obituary George and Esther Szekeres", 호주 수학 학회 관보, Vol 32 (2005), No 4, pp. 221–224.
- Erdős, Paul; Szekeres, George (1935). “A combinatorial problem in geometry”. 《Compositio Mathematica》 2: 463–470.